# Wonoharjo (Kemusu)
Wonoharjo is een bestuurslaag in het regentschap Boyolali van de provincie Midden-Java, Indonesië. Wonoharjo telt 2696 inwoners (volkstelling 2010).